# Ludlul bēl nēmeqi
Ludlul bēl nēmeqi (akkadisch: "Preisen will ich den Herrn der Weisheit") ist eine babylonische Dichtung, in der es um das unverstandene Leiden und die Rettung eines Gläubigen geht. Der Text wird auch als "babylonischer Hiob" oder als Dichtung vom "leidenden Gerechten" bezeichnet. Christopher B. Hays zieht dagegen Parallelen zur Heimsuchung Nebukadnezars im Buch Daniel.

## Textüberlieferung
Die Dichtung ist auf fünf Keilschrifttafeln aufgezeichnet. Es sind zahlreiche Versionen des Textes überliefert, was seine Popularität belegt:
- Birmingham 1982.A3115 aus der Sammlung von Henry Wellcome, ehemals im Wellcome Historical Medical Museum, seit den 1980er Jahren im Birmingham City Museum and Art Gallery. Auf der Tafel befindet sich der Anfang der Tafel 1 (26 Zeilen). Die Herkunft der Tafel ist unbekannt[5].
- British Museum, BM 32214 (Version J nach W. G. Lambert, Babylonian Wisdom Literature, Oxford, 1960)
- British Museum, BM 32208+[6], ein aus zwölf Bruchstücken (BM 32214, BM 32378, BM 32449, BM 32659, BM 32694, revers BM 32208, BM 32371) zusammengesetzter fast vollständiger Text in neubabylonischem Schriftduktus
- K 9392+K 9810 (Version KK nach W. G. Lambert, Babylonian Wisdom Literature, Oxford, 1960)
- Fragmente K 9392 und K 9810
- ND 5485+5497/20 (IM 67628)[7], MS gg nach Lenzi und Amar[8]
- eine fast vollständige Tafelfolge aus Sippar[9].
- Vorderasiatisches Museum Berlin, VAT 1100 (Version N nach W. G. Lambert, Babylonian Wisdom Literature, Oxford, 1960)
- Vorderasiatisches Museum Berlin, VAT 11565 (Version Z nach W. G. Lambert, Babylonian Wisdom Literature, Oxford, 1960)
- Vorderasiatisches Museum Berlin, Fragment VAT 10522

## Überblick
Die Dichtung beginnt mit einem Hymnus, in dem der Sprecher seine Absicht kundtut, den babylonischen Gott Marduk als "Herrn der Weisheit" zu preisen. Die Eingangsworte Ludlul bēl nēmeqi ("Preisen will ich den Herrn der Weisheit") werden, wie bei anderen Werken der mesopotamischen Literatur zugleich als Titel verwendet. Der Hymnus beschreibt Marduk als zürnenden, aber im Herzen gütigen Gott, der allen anderen Göttern überlegen ist. Marduk ist wild in der Nacht, aber tagsüber gnädig (I, 2), sein Zorn ist verwüstend wie der Sturm, aber sein Lufthauch süß wie Morgenluft (I, 5-6), sein Zorn ist unübertroffen, seine Wut wie eine Flut, aber sein Herz hält Einkehr und sein Gemüt ist freundlich. Die Himmel können seiner Macht nicht standhalten, aber seine milde Hand behütet die Sterbenden. Wenn er zornig ist, weichen die Schutzgottheiten (dLAMMA) von hinnen, aber er nimmt sich derer an, die ihr Gott verstoßen hat (I, 16).
Anschließend schildert der Sprecher schwerstes Leid und seine Wende, die allein durch Marduk bewirkt wird. Die üblichen mesopotamischen Praktiken der Leidensbewältigung (Omina, Löserituale) versagen; Marduk kündigt jedoch die Leidenswende in Träumen an und führt sie schließlich aus.
Am Ende wird der Sprecher wieder in die babylonische Kultgemeinde aufgenommen, und es folgt ein Marduklob, in das nun alle Babylonier einbezogen sind.

## Zur Interpretation
Als Kern der Dichtung kann die Reflexion des Sprechers über sein Leiden in II 12-48 gelten, die sich wiederum in drei Teile gliedert: In II 12-32 stellt er fest, dass es ihm trotz Erfüllung aller religiösen Pflichten ergeht wie jemandem, der die Götter nicht verehrt hat; anschließend stellt er in II 33-38 die Frage, ob das, was die Menschen mit gutem Willen tun, den Göttern überhaupt gefällt, er stellt fest, dass der Ratschluss der Götter für die Menschen nicht einsichtig ist (II 36-38); in II 39-48 wird festgestellt, dass im menschlichen Ergehen kein erkennbarer Sinn liegt (II 48).
Vor dem Hintergrund der mesopotamischen Auffassung, dass das Ergehen der Menschen durchweg von den Göttern bestimmt ist, verarbeitet die Dichtung die Einsicht, dass ein Lebenswandel nach den Maßstäben traditioneller Frömmigkeit nicht immer dazu führt, dass die Menschen die Gunst der Götter erwerben und so vor Leiden bewahrt bleiben. Vielmehr ist für die Menschen nicht durchschaubar, was den Göttern gefällt und was sie wollen. Es wird sogar mit der Möglichkeit gerechnet, dass der Mensch sich gerade dadurch in den Augen der Götter versündigt, dass er um ein den Göttern wohlgefälliges Leben bemüht ist (II 33-35). Die traditionelle Frömmigkeit bietet somit keinen Maßstab, um im menschlichen Wohlergehen oder Leiden einen Sinn zu erkennen.
Indem die Dichtung darstellt, wie Marduk ohne alles menschliche Zutun die Leidenswende bewirkt, und indem sie mit einem Marduklob beginnt und schließt, besteht ihre Antwort auf das genannte Problem offenbar darin, dass der Mensch trotz mangelnder Einsicht in den Willen der Götter und in den Sinn seines eigenen Ergehens auf Marduks Macht und Güte vertrauen kann, und das selbst noch im tiefsten Leid. Ludlul bēl nēmeqi kann somit als „Lehrdichtung zur Ausbreitung und Vertiefung der persönlichen Mardukfrömmigkeit“ charakterisiert werden.
Fraglich ist, ob die Reflexion über die Unerkennbarkeit des göttlichen Willens (II 33ff.) einen Vorwurf gegen die Götter enthält, und inwiefern man im Blick auf die Thematik von Ludlul bēl nēmeqi vom "Leiden des Gerechten" sprechen kann. Bei der zweiten Frage ist immerhin zu berücksichtigen, dass der Sprecher im Unterschied zum biblischen Hiob nicht auf seiner Unschuld beharrt, sondern die Möglichkeit einer ungewollten Versündigung – auf Grund mangelnder Einsicht in die Maßstäbe der Götter – durchaus einräumt.

## Zur geschichtlichen Einordnung
Nach III 42 trägt der Sprecher den Namen Šubši-mešre-Šakkan. Tatsächlich ist aus der Regierungszeit von Nazi-Maruttaš (ca. 1307–1282) ein Würdenträger dieses Namens bekannt. Ein Rationentext aus Nippur aus 4. Regierungsjahr von Nazimarutaš erwähnt Šubši-mešre-Šakkan, nach einem Text aus Ur aus dem 16. Regierungsjahr von Nazimurutaš war er "Statthalter des Landes"(lúgar kur). Allerdings ist der Hymnus keine authentische autobiographische Schilderung, sondern die idealisierte Darstellung eines Menschen, der exemplarisches schwerstes Leid durchlebt und daraus gerettet wird. Sollte der Namen den historischen Šubši-mešre-Šakkan bezeichnen, muss die Entstehung der Dichtung in den Zeitraum zwischen dessen Lebenszeit und den ältesten überlieferten Texten fallen, die aus neuassyrischer Zeit (9.–8. Jh. v. Chr.) stammen. Üblicherweise wird sie in das späte 2. Jt. v. Chr. datiert.
Auf Grund der Hochschätzung Marduks und seines Heiligtums, zu dem der Sprecher nach der Leidenswende zurückkehrt, ist als Entstehungsort Babylon oder sein Umkreis anzunehmen.
Ludlul bēl nēmeqi enthält eine Reihe von Anklängen an das babylonische Weltschöpfungsepos Enūma eliš, so dass die Kenntnis des Epos, zumindest aber ein gemeinsamer religiöser Hintergrund anzunehmen ist. Wird im Enūma eliš Marduk als Götterkönig und Weltenschöpfer dargestellt, so kann die Theologie von Ludlul bēl nēmeqi als „almost the logical extension of Marduk’s lordship over creation and history into the domain of individual lives“ charakterisiert werden.

### Textausgabe
- Amar Annus/Alan Lenzi (Hrsg.), Ludlul bēl nēmeqi. The Standard Babylonian Poem of the Righteous Sufferer. Neo-Assyrian Text Corpus Project, State archives of Assyria cuneiform texts 7. Helsinki 2010.

### Übersetzungen
- Deutsch:
  - Wolfram von Soden, Der leidende Gerechte. Ludlul bēl nēmeqi – „Ich will preisen den Herrn der Weisheit“, in: Otto Kaiser (Hrsg.), Texte aus der Umwelt des Alten Testaments Bd. 3, Gütersloh, Mohn 1990-1997, S. 110–135.
- Englisch
  - Benjamin R. Foster, The Poem of the Righteous Sufferer, in: (ders.) Before the Muses. An Anthology of Akkadian literature (3. Auflage). Bethesda, CDL Press 2005, S. 392–409.
  - A. R. George/F. N. H. Al-Rawi, Tablets from the Sippar Library VII. Three Wisdom Texts. Iraq 60, 1998, 187-201.
  - W. G. Lambert, Babylonian Wisdom Literature, Oxford, 1960. Nachdruck Winona Lake, Eisenbrauns 1996, 21-62.
  - D. J. Wiseman, A New Text of the Babylonian Poem of the Righteous Sufferer", Anatolian Studies 30, 1980, 101-107.

### Sekundärliteratur
- Rainer Albertz, Ludlul bēl nēmeqi – eine Lehrdichtung zur Ausbreitung und Vertiefung der persönlichen Mardukfrömmigkeit, in: R. Albertz, Geschichte und Theologie. Studien zur Exegese des Alten Testaments und zur Religionsgeschichte Israels, Beihefte zur Zeitschrift für die Alttestamentliche Wissenschaft 326, Berlin (u. a.) 2003, S. 85–105.
- Alan Lenzi/Amar Annus, A Six-Column Babylonian Tablet of Ludlul Bēl Nēmeqi and the Reconstruction of Tablet IV. Journal of Near Eastern Studies 70/2, 2011, 181-205.
- Meik Gerhards, Lob des unverständlichen Gottes. Annäherung an die babylonische Dichtung Ludlul bēl nēmeqi, in: M. Gerhards, Der undefinierbare Gott, Rostocker Theologische Studien 24, Berlin (u. a.). 2011, S. 93–152. - Aktualisierte Fassung: Meik Gerhards, Gott und das Leiden. Antworten der babylonischen Dichtung Ludlul bēl nēmeqi und des biblischen Hiobbuches, Beiträge zur Erforschung des Alten Testaments und des antiken Judentums 60, Frankfurt (M.) (u. a.) 2017, S. 39–75.
- W. Horowitz/W. G. Lambert, A New Exemplar of Ludlul Bēl Nēmeqi Tablet I from Birmingham. Iraq 64, 2002, 237-245.
- William Moran, The Babylonian Job, in: W. Moran (Hrsg.), The Most Magic Word. Essays on Babylonian and Biblical Literature. The Catholic Bible Quarterly, Monograph Series 35, Washington 2002, 182-200.
- Hermann Spieckermann, Ludlul bēl nēmeqi und die Frage nach der Gerechtigkeit Gottes, in: H. Spieckermann, Gottes Liebe zu Israel. Studien zur Theologie des Alten Testaments, Forschungen zum Alten Testament 33, Tübingen 2001, S. 103–118.

### Vertonung
- Versuche zur Rekonstruktion des gesprochenen Akkadisch. U.a. auch die in babylonisch eingesprochene 2. Tafel des Ludlul bēl nēmeqi mit Transkription. Website der School of Oriental and African Studies, Universität London, verfügbar unter    by-nc-nd